# شهرستان دولان
شهرستان دولان (به لاتین: Dulan County) یک منطقهٔ مسکونی در چین است که در ولایت خودمختار هاایشی مغول و تبتی واقع شده‌است. شهرستان دولان ۳٬۱۹۴ متر بالاتر از سطح دریا واقع شده‌است.